# Damaeus microtuberculatus
Damaeus microtuberculatus är en kvalsterart som först beskrevs av Bayartogtokh 2004.  Damaeus microtuberculatus ingår i släktet Damaeus och familjen Damaeidae. Inga underarter finns listade i Catalogue of Life.